# 陳邦器
陳邦器（1455年—1527年），字欽之，又字五器，號蘭臯，福建興化府莆田縣锦墩人，軍籍，明朝政治人物。

## 生平
弘治二年（1489年）己酉科福建鄉試第六十五名舉人，六年中禮部乙榜，曾任獻縣儒學教諭，弘治十二年（1499年）中式己未科會試第一百三十九名，三甲第十七名進士。授直隸南樂縣知縣，十六年升户部主事，轉刑部员外郎，升郎中，正德六年（1511年）七月出為山西布政使司左參議，十年升雲南按察司副使，曾掌提學道事，十五年（1520年）六月考察。嘉靖六年卒，年七十三。

## 家族
曾祖陳孟岳；祖父陳從吉；父陳克嗣。母俞氏。永感下。兄陳邦瑞、陳邦英，弟陳邦信。子陳肅、陳懿。